# Salvelinus murta
Salvelinus murta es una especie de pez de la familia Salmonidae en el orden de los Salmoniformes.

## Morfología
Los ejemplares que se nutren de plancton llegan hasta los 20 cm de longitud total, mientras que los que comen peces hueso alcanzan los 48.

## Alimentación
Come zooplancton e insectos, aunque se han encontrado ejemplares piscívoras.

## Hábitat
Vive en zonas de  aguas dulces y de clima polar (66 ° N-63 ° N, 25 ° W-13 ° W).

## Distribución geográfica
Se encuentra en Islandia.